# Harley-Davidson Shovelhead

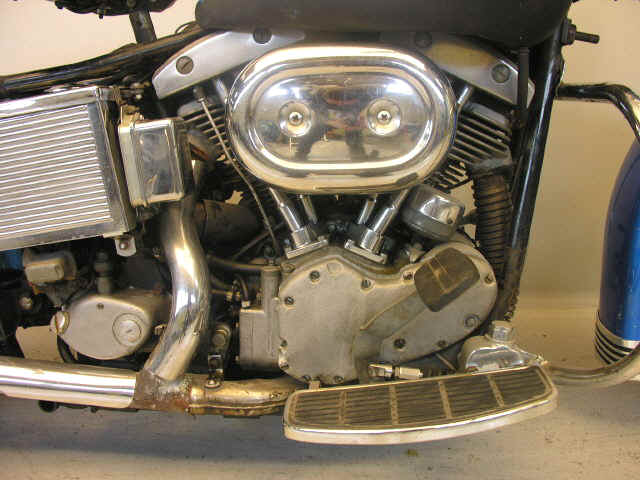
Moteur Harley-Davidson Early Shovelhead.

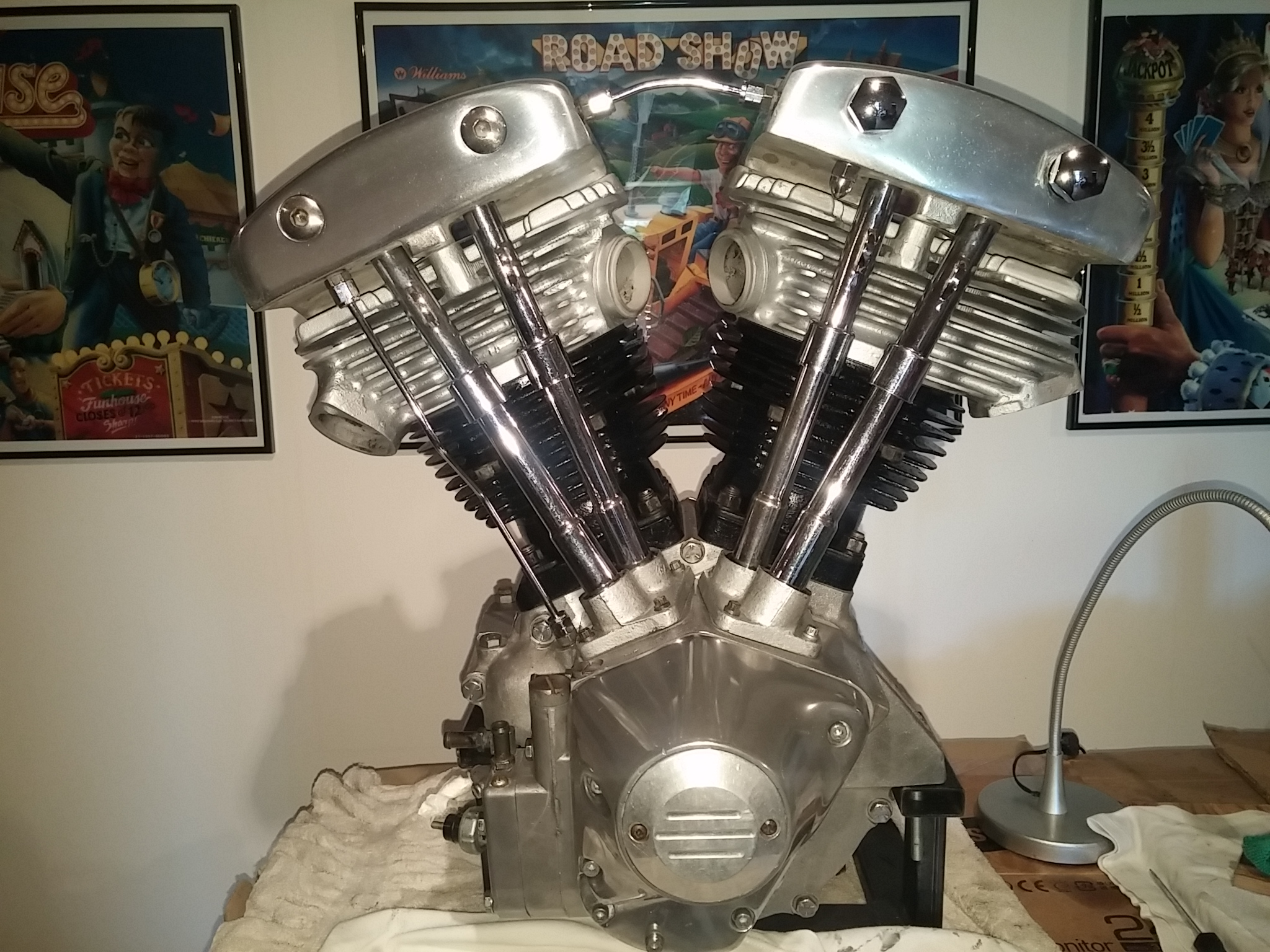
Moteur Harley-Davidson Shovelhead 1340 cm3 de 1979.

Le Shovelhead est un moteur de moto produit par Harley-Davidson de 1966 à 1984 qui succéda au moteur Panhead. Au début de sa production, par rapport au moteur précédent, le Shovelhead avait des chambres de combustion moins profondes, des soupapes d'admission et d'échappement plus grandes, une combustion améliorée, ainsi que des soupapes et des pistons renforcés. Cela donnait au nouveau moteur dix chevaux supplémentaires, avec une apparence différente du haut moteur. Le moteur reçu le surnom de «Shovelhead» en raison de l'aspect des têtes de rocker ressemblant à de vieilles pelles à charbon renversées. Bien que ce moteur rencontra rapidement des problèmes, il permit à Harley-Davidson d'augmenter ses ventes de 26 %.

## Historique
Le moteur Shovelhead fut créé alors que l'ancien moteur Panhead devenait obsolète, de nombreux propriétaires de Harley-Davidson réclamant plus de puissance par rapport au motos concurrentes plus modernes. Tout au long de sa commercialisation, le moteur Shovelhead a subi de nombreuses modifications afin d’augmenter sa puissance, améliorer son refroidissement et sa consommation d’huile. À leur début, les moteurs ne comportaient que dix ailettes de refroidissement, empêchant un bon refroidissement. Un autre problème venait de l'huile qui s'accumulait dans les culasses, causant des fuites au niveau des soupapes et la combustion de cette huile. L'huile stagnait également dans le carter au lieu d'être correctement aspirée, ce qui provoquait la surchauffe du moteur et une baisse des performances. Les fuites et la consommation d’huile devinrent réellement importantes sur les motos équipées de ce moteur au point que de nombreux propriétaires déclarèrent avoir perdu jusqu’à un litre d’huile tous les mille kilomètres. En fait, les manuels du propriétaire et les manuels d'atelier Harley-Davidson de l'époque précisaient que la consommation normale d'huile variait de 400 à 800 km/L. Cela était dû en grande partie à la technologie des années 1940 selon laquelle les anciens pistons Bohnalite d'origine étaient équipés d'un unique segment racleur d'huile. La surchauffe des moteurs causa également d'importants problèmes conduisant souvent à des pannes. Avec un manque d'huile et une température excessive, les soupapes étaient susceptibles de coller et de détruire le haut moteur. De nombreux techniciens Harley déclarèrent que sans modifications du haut moteur, ces moteurs ne duraient souvent que 500 à 5 000 km. Cherchant à réparer le moteur plutôt que d'investir en recherche et en développement, Harley-Davidson se retrouva loin derrière la concurrence des motos japonaises moins chères et plus fiables et qui prenaient le contrôle du marché.

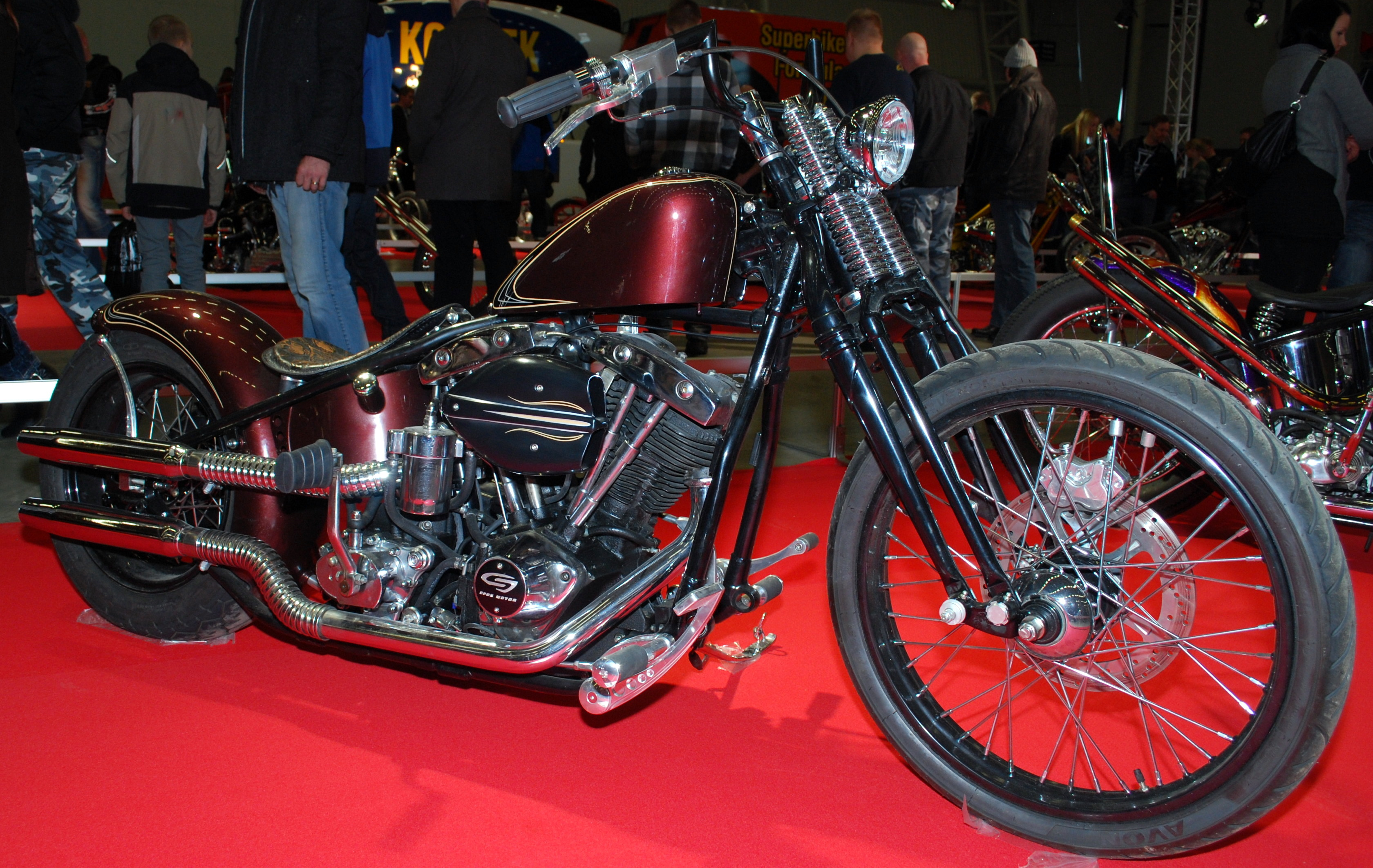
Shovelhead bobber.

Pour tenter de lutter contre ses difficultés financières, la société fusionna avec American Machine and Foundry (connue sous le nom d’AMF). Après la prise de contrôle par AMF, la société issue de la fusion commença à tenter d’améliorer le moteur avec ses fonds propres. En 1970, l'alternateur fut repensé pour réduire les contraintes, dissimulé derrière un nouveau carter latéral redessiné. Les carburateurs furent changés par des Zenith-Bendix, améliorant ainsi le débit et la puissance, ce qui commença à redonner une meilleure image au moteur. Cependant, en 1974, le moteur commença à rencontrer d'autres problèmes bien plus importants. Les États-Unis subissant la crise pétrolière de 1973, l’essence avait un taux d'octane trop bas, ce qui nuisait gravement aux performances du moteur. Le cognement devenait plus important, provoquant des surchauffes qui conduisaient à une dilatation des joints et endommageaient les boulons des culasses. AMF produisit plus d’unités en 1976 malgré les problèmes rencontrés, ce qui finit par donner mauvaise réputation aux employés et à la qualité de leur travail. Après s'être rendu compte qu'ils auraient besoin de sérieuses transformations pour améliorer la situation, ils firent évoluer le moteur en 1978. Ces corrections consistaient principalement en une augmentation de la cylindrée (passage de 1 200 à 1 340 cm3), une nouvelle boite de vitesses et un nouveau design interne de la pompe à huile afin d'améliorer la circulation d'huile et le refroidissement. Cependant ces changements ne furent pas suffisants pour contrer la mauvaise qualité du carburant américain de l’époque. Alors que les soupapes et les guides étaient fragilisés par la surchauffe et les détonations, la consommation d'huile demeurait toujours importante.
Un autre souci apparu en 1979 sur les moteurs équipés d'allumage électronique susceptibles de tomber en panne. De nombreux propriétaires les remplacèrent contre un système plus classique à rupteur pour améliorer la fiabilité. Le taux de compression plus élevé sur les nouveaux moteurs demeurait aussi un problème majeur, en raison de la faible qualité du carburant et du taux d’octane trop bas. Harley-Davidson se rendit compte que de nombreux propriétaires de Shovelhead devaient adapter des pièces de rechange pour que leur moto fonctionne correctement. Il était temps pour la firme de développer un nouveau moteur.
Vers la fin de sa production, Harley-Davidson apporta de nombreuses modifications au Shovelhead afin de conserver le moteur sur les lignes d'assemblage. Une transmission par courroie fut ajoutée en 1980 pour éviter les fuites d'huile de la transmission par chaîne, ainsi qu'une boite à cinq vitesses et des supports en caoutchouc pour réduire les vibrations. En 1981, Harley-Davidson acheta les parts d'AMF. Le moteur reçu une nouvelle pompe à huile, des guides de soupapes améliorés et le taux de compression fut réduit permettant aux moteurs de fonctionner avec de l'essence de qualité inférieure vendue aux États-Unis. Le moteur a été fabriqué jusqu'en 1984, date à laquelle le moteur Evolution, avec culasses et cylindres en aluminium, a commencé à prendre le relais sur la plupart des modèles. Le Shovelhead pouvait encore être trouvé sur certains modèles comme le FLH en 1985, mais fut bientôt totalement remplacé par le nouveau bloc Evolution.

## Early Shovel et Shovel
Les premiers moteurs Shovelhead qui apparurent dès 1966 ne possédaient pas l'esthétique des modèles Shovelhead plus modernes. À cette époque, le bloc propulseur était équipé d'un bas moteur semblable à celui d'un Panhead avec un haut moteur de Shovelhead. Cette version sera baptisée « Early Shovel » par les Harleyistes. Ce bas moteur sera abandonné fin 1969 pour prendre son aspect définitif, perdant toute similitude avec le Panhead.

## Utilisation
Le moteur Shovelhead fut installé sur tous les big twin Harley-Davidson tout au long de sa production. Les moteurs ont d'abord été sujet à controverses en raison du poids et de la garde au sol du Shovelhead. De ce fait, la direction et la conduite étaient moins faciles pour les motos équipées de ce moteur. Pour produire plus de modèles, le FX Super Glide est sorti en 1971 avec un look chopper qui était finalement un FLH avec un avant de Sportster. Cela permit d'apporter sur le marché une moto pour un public plus large et d'améliorer les ventes de la société. Le FLH était également disponible avec un pack Electra-Glide utilisé sur les motos de police. Ce kit permettait aux moteurs de tourner plus longtemps au ralenti, tout en ayant un démarrage électrique. En raison du poids supplémentaire avec ce pack, les motos étaient plus rapides et plus puissantes au prix d'une manœuvrabilité détériorée. En raison de son caractère rare, ce pack police est très recherché par les collectionneurs.
Au XXIe siècle, ces moteurs sont utilisés par des passionnés de moto classique pour des projets de restauration, principalement à cause de leur transmission simple, du couple élevé et d'une courbe de puissance lisse.